# Sportovec roku 1981

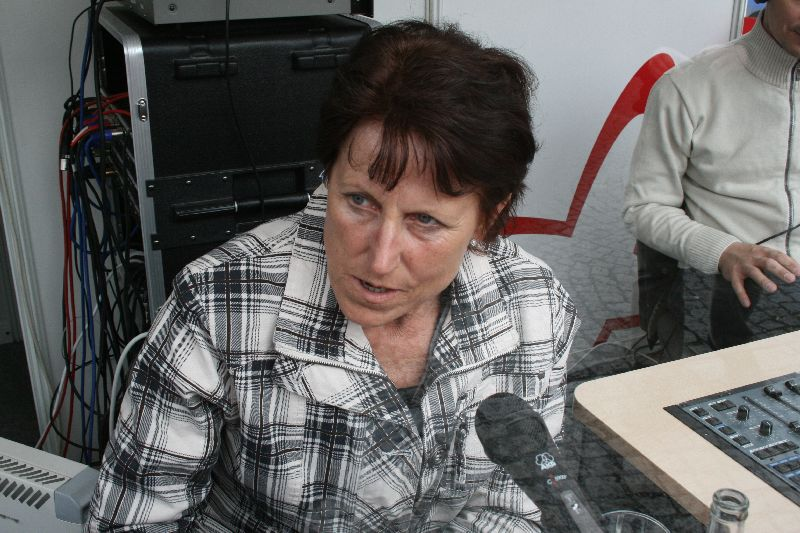
Jarmila Kratochvílová

Sportovec roku 1981 byl 23. ročník ankety sportovních novinářů o nejlepšího sportovce Československa. Vítězem se stala běžkyně Jarmila Kratochvílová, která se toho roku stala halovou mistryní Evropy na šampionátu v Grenoblu. V kategorii družstev zvítězilo družstvo silničních cyklistů na 100 km.

## První desítka jednotlivci
1. Jarmila Kratochvílová (atletika)
2. Ivan Lendl (tenis)
3. Miloš Fišera (cyklokros)
4. Hana Mandlíková (tenis)
5. Jan a Jindřich Pospíšilové (kolová)
6. Ivan Kučírek – Pavel Martínek (cyklistika)
7. Ota Zaremba (vzpírání)
8. Jana Gantnerová-Šoltýsová (lyžování)
9. Julius Ivan (atletika)
10. Květa Jeriová (lyžování)

## Prví trojka družstva
1. družstvo silničních cyklistů na 100 km
2. horolezecká expedice Kančendženga a Jannu
3. basketbalisté Československa